# Bahamski kreolski engleski
Bahamski kreolski engleski (korisnici ga nazivaju '(bahamski) dijalekt'; ISO 639-3: bah), kreolski jezik, temeljen na engleskom, kojim govori oko 225 000 Bahamaca (1987 na Bahamima i nešto u SAD-u. 
Srodan mu je geechee ili gullah [gul] koji se govori pred južnoatlantskom obalom SAD-a na otocima Sea Islands, i afroseminolski [afs].

## Vanjske poveznice
- Ethnologue (14th)
- Ethnologue (15th)